# Premios LaLiga

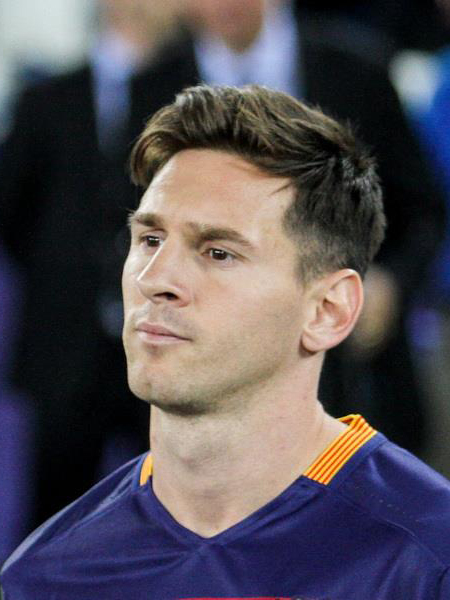
Lionel Messi recibió el premio a "mejor jugador" en 9 ocasiones.

Los Premios LaLiga fueron los primeros galardones de carácter oficial en la historia de la Liga Nacional de Fútbol Profesional. Se instituyeron en la temporada 2008/09 y reconocían a los jugadores y entrenadores más destacados de cada campaña en Primera y Segunda División. Un comité técnico seleccionaba a tres futbolistas por demarcación: mejor portero, defensa, mediocentro, centrocampista atacante y delantero, además de los candidatos a jugador revelación. Posteriormente, los entrenadores de la temporada elegían a los ganadores entre estos finalistas. Por su parte, las categorías de Mejor jugador y Mejor entrenador se decidían por votación entre los futbolistas activos durante la campaña, mientras que el merecedor del premio al Juego Limpio lo escogían las aficiones a través de las federaciones de peñas. La última temporada en la que se celebraron los Premios LaLiga fue la de 2015-16, entregándose los premios en Valencia.

## Palmarés

### Temporada 2008/09
La ceremonia de entrega de la primera edición de los Premios LaLiga tuvo lugar el 26 de octubre de 2009 en la Real Casa de Correos de Madrid. Fueron galardonados los siguientes futbolistas y entrenadores:
| Categoría            | Primera División    | Primera División             | Segunda División         | Segunda División         |
| Categoría            | Jugador             | Equipo                       | Jugador                  | Equipo                   |
| -------------------- | ------------------- | ---------------------------- | ------------------------ | ------------------------ |
| Mejor jugador        | Lionel Messi        | F. C. Barcelona              | Nino                     | C. D. Tenerife           |
| Mejor entrenador     | Pep Guardiola       | F. C. Barcelona              | José Luis Oltra          | C. D. Tenerife           |
| Mejor portero        | Iker Casillas       | Real Madrid C. F.            | Claudio Bravo            | Real Sociedad de Fútbol  |
| Mejor defensa        | Dani Alves          | F. C. Barcelona              | Marc Bertrán             | C. D. Tenerife           |
| Mejor mediocentro    | Xavi Hernández      | F. C. Barcelona              | Abel Aguilar             | Hércules C. F.           |
| Mejor centrocampista | Andrés Iniesta      | F. C. Barcelona              | Alejandro Alfaro         | C. D. Tenerife           |
| Mejor delantero      | Lionel Messi        | F. C. Barcelona              | Nino                     | C. D. Tenerife           |
| Jugador revelación   | Sergio Busquets     | F. C. Barcelona              | Mohamed Diamé            | Rayo Vallecano de Madrid |
| Juego Limpio         | Juan Carlos Valerón | R. C. Deportivo de La Coruña | Francisco Javier Farinós | Hércules C. F.           |

### Temporada 2009/10
Ganadores de la segunda edición escogidos por el Comité Técnico de los Premios LaLiga
| Categoría            | Primera División | Primera División   | Segunda División         | Segunda División        |
| Categoría            | Jugador          | Equipo             | Jugador                  | Equipo                  |
| -------------------- | ---------------- | ------------------ | ------------------------ | ----------------------- |
| Mejor jugador        | Lionel Messi     | F. C. Barcelona    | Xabi Prieto              | Real Sociedad de Fútbol |
| Mejor entrenador     | Pep Guardiola    | F. C. Barcelona    | Luis García              | Levante U. D.           |
| Mejor portero        | Víctor Valdés    | F. C. Barcelona    | Claudio Bravo            | Real Sociedad de Fútbol |
| Mejor defensa        | Gerard Piqué     | F. C. Barcelona    | Sergio Ballesteros       | Levante U. D.           |
| Mejor mediocentro    | Xavi Hernández   | F. C. Barcelona    | Francisco Javier Farinós | Hércules C. F.          |
| Mejor centrocampista | Jesús Navas      | Sevilla F. C.      | Xabi Prieto              | Real Sociedad de Fútbol |
| Mejor delantero      | Lionel Messi     | F. C. Barcelona    | Jorge Molina             | Elche C. F.             |
| Jugador revelación   | David de Gea     | Atlético de Madrid | Jefferson Montero        | Villarreal C. F. "B"    |
| Juego Limpio         | Marcos Senna     | Villarreal C. F.   | Albert Jorquera          | Girona F. C.            |

### Temporada 2010/11
El 1 de diciembre de 2011 tuvo lugar la entrega de la tercera edición de los Premios LaLiga. Los ganadores fueron los siguientes:
| Categoría            | Primera División | Primera División       | Segunda División  | Segunda División         |
| Categoría            | Jugador          | Equipo                 | Jugador           | Equipo                   |
| -------------------- | ---------------- | ---------------------- | ----------------- | ------------------------ |
| Mejor jugador        | Lionel Messi     | F. C. Barcelona        | Achille Emana     | Real Betis Balompié      |
| Mejor entrenador     | Pep Guardiola    | F. C. Barcelona        | Pepe Mel          | Real Betis Balompié      |
| Mejor portero        | Víctor Valdés    | F. C. Barcelona        | Roberto Fernández | Granada C. F.            |
| Mejor defensa        | Éric Abidal      | F. C. Barcelona        | Coke Andújar      | Rayo Vallecano de Madrid |
| Mejor mediocentro    | Xavi Hernández   | F. C. Barcelona        | Mikel Rico        | Granada C. F.            |
| Mejor centrocampista | Andrés Iniesta   | F. C. Barcelona        | Dani Benítez      | Granada C. F.            |
| Mejor delantero      | Lionel Messi     | F. C. Barcelona        | Rubén Castro      | Real Betis Balompié      |
| Jugador revelación   | Iker Muniain     | Athletic Club          | Marc Bartra       | F. C. Barcelona "B"      |
| Juego Limpio         | Alberto Rivera   | Real Sporting de Gijón | Míchel            | Rayo Vallecano de Madrid |

### Temporada 2011/12
El 13 de noviembre de 2012 tuvo lugar la entrega de la cuarta edición de los Premios LaLiga. Los ganadores fueron los siguientes:
| Categoría            | Primera División | Primera División  | Segunda División    | Segunda División             |
| Categoría            | Jugador          | Equipo            | Jugador             | Equipo                       |
| -------------------- | ---------------- | ----------------- | ------------------- | ---------------------------- |
| Mejor jugador        | Lionel Messi     | F. C. Barcelona   | Juan Carlos Valerón | R. C. Deportivo de La Coruña |
| Mejor entrenador     | Pep Guardiola    | F. C. Barcelona   | José Luis Oltra     | R. C. Deportivo de La Coruña |
| Mejor portero        | Iker Casillas    | Real Madrid C. F. | Dani Aranzubia      | R. C. Deportivo de La Coruña |
| Mejor defensa        | Sergio Ramos     | Real Madrid C. F. | Marc Bartra         | F. C. Barcelona "B"          |
| Mejor mediocentro    | Xabi Alonso      | Real Madrid C. F. | Álex López          | R. C. Celta de Vigo          |
| Mejor centrocampista | Andrés Iniesta   | F. C. Barcelona   | Andrés Guardado     | R. C. Deportivo de La Coruña |
| Mejor delantero      | Lionel Messi     | F. C. Barcelona   | Iago Aspas          | R. C. Celta de Vigo          |
| Jugador revelación   | Isco             | Málaga C. F.      | Javi Hervás         | Córdoba C. F.                |
| Juego Limpio         | Carles Puyol     | F. C. Barcelona   | Miguel Ángel Corona | U. D. Almería                |

### Temporada 2012/13
El 2 de diciembre de 2013 tuvo lugar la entrega de la quinta edición de los Premios LaLiga. Como novedad se presentó y entregó por primera vez el premio "jugador más valioso" (MVP), el cual no fue basado en votaciones como el resto de premio sino que se basó en 32 variables distintas, las cuales no fueron explicadas. Este fue el único año en el que se entregó este galardón ya que fue eliminado en la gala de la siguiente temporada (2013/14). Los ganadores fueron los siguientes:
| Categoría                                  | Primera División   | Primera División   | Segunda División          | Segunda División           |
| Categoría                                  | Jugador            | Equipo             | Jugador                   | Equipo                     |
| ------------------------------------------ | ------------------ | ------------------ | ------------------------- | -------------------------- |
| Mejor jugador                              | Lionel Messi       | F. C. Barcelona    | Gerard Deulofeu           | F. C. Barcelona "B"        |
| Mejor entrenador                           | Diego Simeone      | Atlético de Madrid | Fran Escribá              | Elche C. F.                |
| Mejor portero                              | Thibaut Courtois   | Atlético de Madrid | Esteban                   | U. D. Almería              |
| Mejor defensa                              | Sergio Ramos       | Real Madrid C. F.  | Edu Albácar               | Elche C. F.                |
| Mejor mediocentro                          | Asier Illarramendi | Real Sociedad      | Bruno Soriano             | Villarreal C. F.           |
| Mejor centrocampista                       | Andrés Iniesta     | F. C. Barcelona    | Vitolo                    | U. D. Las Palmas           |
| Mejor delantero                            | Lionel Messi       | F. C. Barcelona    | Charles Dias              | U. D. Almería              |
| Jugador más valioso1                       | Cristiano Ronaldo  | Real Madrid C. F.  | No se aplica              | No se aplica               |
| Jugador revelación                         | Asier Illarramendi | Real Sociedad      | Chuli                     | R. C. Recreativo de Huelva |
| Juego Limpio (Ind.)                        | Iker Casillas      | Real Madrid C. F.  | Bruno Soriano             | Villarreal C. F.           |
| Juego Limpio (Col.)1                       | Athletic Club      | Athletic Club      | Villarreal Club de Fútbol | Villarreal Club de Fútbol  |
| Nota1: Premios entregados por primera vez. |                    |                    |                           |                            |

### Temporada 2013/14
- Como novedad esta temporada la Liga Nacional de Fútbol Profesional y BBVA como patocinador, introdujo los premios a mejor entrenador y mejor jugador del mes durante la temporada de la competición doméstica de Primera División, siguiendo los ejemplos de otras grandes ligas de Europa. Los primeros galardonados en la historia del premio fueron el asturiano Marcelino García Toral del Villarreal Club de Fútbol en la categoría de entrenador y el hispano-brasileño Diego Costa del Club Atlético de Madrid en la de futbolista,[9] comenzando así los nuevos Premios BBVA mensuales de fútbol.

| Categoría                                  | Primera División        | Primera División        | Segunda División         | Segunda División           |
| Categoría                                  | Jugador                 | Equipo                  | Jugador                  | Equipo                     |
| ------------------------------------------ | ----------------------- | ----------------------- | ------------------------ | -------------------------- |
| Mejor jugador                              | Cristiano Ronaldo       | Real Madrid C. F.       | Julio Álvarez            | C. D. Numancia             |
| Mejor entrenador                           | Diego Simeone           | Atlético de Madrid      | Gaizka Garitano          | S. D. Eibar                |
| Mejor portero                              | Keylor Navas            | Levante U. D.           | Germán Lux               | R. C. D. La Coruña         |
| Mejor defensa                              | Sergio Ramos            | Real Madrid C. F.       | Pablo Ínsua              | R. C. D. La Coruña         |
| Mejor mediocentro                          | Luka Modrić             | Real Madrid C. F.       | Juan Domínguez           | R. C. D. La Coruña         |
| Mejor centrocampista                       | Andrés Iniesta          | F. C. Barcelona         | Ayoze Pérez              | C. D. Tenerife             |
| Mejor delantero                            | Cristiano Ronaldo       | Real Madrid C. F.       | Borja Viguera            | Deportivo Alavés           |
| Jugador revelación                         | Rafinha                 | R. C. Celta de Vigo     | Ayoze Pérez              | C. D. Tenerife             |
| Juego Limpio (Ind.)                        | Ivan Rakitić            | Sevilla F. C.           | Manuel Pablo             | R. C. D. La Coruña         |
| Juego Limpio (Col.)                        | Real Sociedad de Fútbol | Real Sociedad de Fútbol | Sociedad Deportiva Eibar | Sociedad Deportiva Eibar   |
| Mejor Gol1                                 | Cristiano Ronaldo       | Real Madrid C. F.       | Jorge Morcillo           | R. C. Recreativo de Huelva |
| Mejor jugador americano1                   | Carlos Bacca            | Sevilla F. C.           | Yuri de Souza            | S. D. Ponferradina         |
| Mejor jugador africano1                    | Yacine Brahimi          | Granada C. F.           | Jean Marie Dongou        | F. C. Barcelona "B"        |
| Nota1: Premios entregados por primera vez. |                         |                         |                          |                            |

### Temporada 2014/15
El 30 de noviembre de 2015, tuvo lugar en el Auditori Forum de Barcelona, la entrega de la séptima edición de los Premios LaLiga. Los ganadores fueron los siguientes:
| Categoría                        | Primera División  | Primera División  | Segunda División  | Segunda División |
| Categoría                        | Jugador           | Equipo            | Jugador           | Equipo           |
| -------------------------------- | ----------------- | ----------------- | ----------------- | ---------------- |
| Mejor jugador                    | Lionel Messi      | F. C. Barcelona   | —                 | —                |
| Mejor entrenador                 | Luis Enrique      | F. C. Barcelona   | Pablo Machín      | Girona FC        |
| Mejor portero                    | Claudio Bravo     | F. C. Barcelona   | Iván Cuéllar      | Real Sporting    |
| Mejor defensa                    | Sergio Ramos      | Real Madrid C. F. | Bernardo Espinosa | Real Sporting    |
| Mejor centrocampista             | James Rodríguez   | Real Madrid C. F. | Óscar González    | Real Valladolid  |
| Mejor delantero                  | Lionel Messi      | F. C. Barcelona   | Rubén Castro      | Real Betis       |
| Jugador preferido por la afición | Cristiano Ronaldo | Real Madrid C. F. | —                 | —                |
| Mejor jugador americano          | Neymar            | F. C. Barcelona   | —                 | —                |
| Mejor jugador africano           | Sofiane Feghouli  | Valencia C. F.    | —                 | —                |

### Temporada 2015/16
El 24 de octubre de 2016, tuvo lugar en el Palacio de Congresos de Valencia, la entrega de la octava edición de los Premios LaLiga. Los ganadores fueron los siguientes:
| Categoría                        | Primera División    | Primera División                        | Segunda División      | Segunda División |
| Categoría                        | Jugador             | Equipo                                  | Jugador               | Equipo           |
| -------------------------------- | ------------------- | --------------------------------------- | --------------------- | ---------------- |
| Mejor jugador                    | Antoine Griezmann   | Atlético de Madrid                      |                       |                  |
| Mejor entrenador                 | Diego Simeone       | Atlético de Madrid                      | Asier Garitano        | Leganés          |
| Mejor portero                    | Jan Oblak           | Atlético de Madrid                      | Isaac Becerra         | Girona           |
| Mejor defensa                    | Diego Godín         | Atlético de Madrid                      | Florian Lejeune       | Girona           |
| Mejor centrocampista             | Luka Modrić         | Real Madrid C. F.                       | José Campaña          | Alcorcón         |
| Mejor delantero                  | Lionel Messi        | F. C. Barcelona                         | Sergio León           | Elche            |
| Jugador preferido por la afición | Antoine Griezmann   | Atlético de Madrid                      | —                     | —                |
| La Liga World Player             | Luis Alberto Suárez | F. C. Barcelona                         | Alexander Szymanowski | Leganés          |
| Jugador revelación               | Marco Asensio       | RCD Español                             | José Naranjo          | Nastic           |
| Máxima goleadora Liga Femenina   | Jennifer Hermoso    | Fútbol Club Barcelona (fútbol femenino) |                       |                  |

### Mejor jugador y portero desde la temporada 2016/17
| Categoría | Mejor Jugador | Equipo             | [ 12 ] |
| --------- | ------------- | ------------------ | ------ |
| 2016/17   | Lionel Messi  | F. C. Barcelona    | [ 12 ] |
| 2017/18   | Lionel Messi  | F. C. Barcelona    | [ 12 ] |
| 2018/19   | Lionel Messi  | F. C. Barcelona    | [ 12 ] |
| 2019/20   | Karim Benzema | Real Madrid C. F.  | [ 12 ] |
| 2020/21   | Jan Oblak     | Atlético de Madrid | [ 12 ] |
| 2021/22   | Karim Benzema | Real Madrid C. F.  | [ 12 ] |

| Categoría | Mejor portero    | Equipo             |
| --------- | ---------------- | ------------------ |
| 2016/17   | Jan Oblak        | Atlético de Madrid |
| 2017/18   | Jan Oblak        | Atlético de Madrid |
| 2018/19   | Jan Oblak        | Atlético de Madrid |
| 2019/20   | Thibaut Courtois | Real Madrid C. F.  |
| 2020/21   | Jan Oblak        | Atlético de Madrid |
| 2021/22   | Yassine Bounou   | Sevilla FC         |

| Categoría | MVP Africano   | Equipo     | [ 13 ] |
| --------- | -------------- | ---------- | ------ |
| 2021/22   | Yassine Bounou | Sevilla FC | [ 13 ] |